# Khet
Khet — настольная игра, абстрактная стратегия, похожая на шахматы, в которой игроки, используя расположение фигур, пытаются попасть в ключевую фигуру соперника слабым лазерным лучом. Известна также под названиями Deflexion, Фараон и Лазерные шахматы.
Игру изобрели в 2005 году профессор университета Тулейн Майкл Ларсон и два студента, Дел Сегура и Люк Хупер. Khet была представлена общественности весной 2005 года и поступила в продажу в октябре того же года. Актуальной версией является Khet 2.0, где немного пересмотрены правила.

## Правила
Каждый игрок имеет по 13 фигур (1 Сфинкс, 1 Фараон, 2 Анубиса (4 Обелиска в предыдущей версии), 2 Скарабея и 7 Пирамид) с одной или двумя зеркальными гранями, которые расставляются на доске размером 10 на 8 клеток. Фигуры делятся на красные и серебряные. Имеются три варианта начальной расстановки, также по договоренности игроки могут использовать собственные варианты расстановки. За один свой ход игрок может или передвинуть одну из своих фигур на одну клетку в любую сторону или по диагонали, или повернуть на 90 градусов. На две крайние линии могут становиться только фигуры соответствующего цвета, чтобы противник не мог заблокировать луч.
Фигура Сфинкса стоит в специально отведенном месте и излучает лазерный луч, который другие фигуры могут отражать зеркальными гранями. В конце каждого хода игроком включается лазерный диод в Сфинксе. Если луч, отражаясь, попадает в простую грань фигуры, она убирается с доски. Если луч попадает в Фараона, его владелец проигрывает.

### Фигуры
- Сфинкс — всегда стоит в углу доски. Не может двигаться, но может вращаться на 90 градусов. Излучает лазерный луч и в Khet 2.0 неуязвим для лазера другого Сфинкса. Таким образом, в прежней версии можно было поразить вражеского Фараона вражеским же лучом. Лазер работает от батареек, что идут в комплекте.
- Фараон — не имеет зеркальных граней. Поражения его лучом означает поражение для владельца фигуры.
- Анубис — не имеет зеркальных граней, но выдерживает луч, если он попадает в переднюю грань. Заменяет фигуру Обелиск в Khet 2.0.
- Обелиск — эта фигура отсутствует в Khet 2.0. Не имеет зеркальных граней и служит для пожертвования ради защиты других фигур.
- Скарабей/Джед — имеет зеркальные грани с обеих сторон, поэтому отражает луч при любом расположении и не может быть забрана с доски. Скарабей может поменяться местами с Анубисом или Пирамидой.
- Пирамида — имеет одну зеркальную грань из трех и служит для отражения луча под прямым углом.

### Расстановки
- «Классическая» — стандартная начальная расстановка. Скарабеи стоят в центре доски, окруженные Пирамидами. Остальные фигуры стоят на крайних линиях с четырех сторон.
- «Имхотеп» — изначально открывает защитные возможности. В центре стоят два Скарабея и две Пирамиды. Остальные фигуры стоят на крайних линиях с четырех сторон.
- «Династия» — балансирует наступательные и оборонительные возможности. Большинство фигур стоят на центральных линиях, а на крайних по две Пирамиды соответствующего цвета.

## История
В 2005 году профессор университета Тулейн Майкл Ларсон и два студента, Дел Сегура и Люк Хупер, разработали игру под названием Deflexion. Они ставили целью создать игру с использованием новейших технологий, которая изменила бы представление людей о традиционных играх. Создатели игры намеревались создать продукт, рассчитанный как на развлечения, так и на то, чтобы вызвать интерес к науке.
Deflexion была показана в завершенном виде общественности весной 2005 года, а впервые продалась на выставке-ярмарке «New York Toy Fair». Массовые продажи начались в октябре того же года. Под названием Khet игра впервые появилась на региональных соревнованиях в апреле 2006 года в Новом Орлеане.